# Avia BH-5
Die tschechoslowakische Avia BH-5 war ein einmotoriges Sportflugzeug aus den frühen 1920er-Jahren. Es entstand nur ein Exemplar.

## Geschichte
Das Konstruktionsteam Pavel Beneš und Miroslav Hajn entwickelte ab 1922 den Einsitzer auf Basis ihrer BH-1 von 1920. Wie diese war auch die BH-5 ein aus Holz gebauter Tiefdecker mit dickem Flügelprofil. Die Tragflügel waren durch je zwei Streben auf ihrer Oberseite mit den Rumpfseiten verbunden. Als Antrieb diente ein Anzani-Sternmotor.
Der Erstflug des Typs fand im Mai 1923 statt. Geflogen wurde die BH-5 von Zdeněk Lhota. Sie erhielt auf Grund ihres Luftfahrzeugkennzeichens L-BOSA den Beinamen „Boska“. Bereits im folgenden Monat erregte Lhota beim „Internationalen Rundflug“ in Belgien mit dem zu dieser Zeit ungewöhnlichen Eindecker einiges Aufsehen und konnte den Wettbewerb am 3. Juni mit einer Durchschnittsgeschwindigkeit von 138 km/h für sich entscheiden. Einen Monat später siegte Lhota mit der BH-5 beim „Nationalen Flugrennen“ von Prag in der D-Klasse mit durchschnittlich geflogenen 130 km/h. Nachfolgend wurde das Flugzeug mit einem einheimischen NZ-60-Sternmotor ausgerüstet und 1924 solchermaßen und mit abgedeckter vorderer Kabine dem tschechoslowakischen Militär vorgeführt, das sich interessiert zeigte und einen Nachfolger für Aufklärungs- und Verbindungsaufgaben in Auftrag gab. Daraus entstanden die ebenfalls zweisitzigen Nachfolgeserien BH-9, BH-11 und BH-12, die in Serie gebaut wurden und sowohl beim Militär als auch im zivilen Bereich zum Einsatz kamen. Die L-BOSA wurde von den tschechoslowakischen Streitkräften erworben und bis mindestens 1926 eingesetzt.

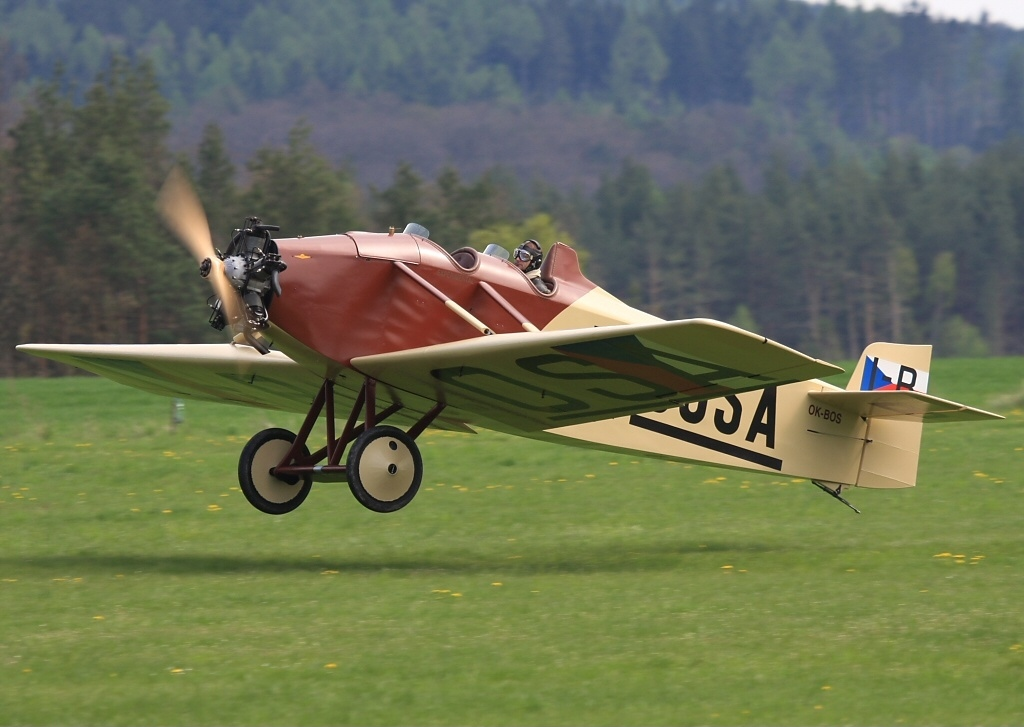
Nachbau der Avia BH-5

Im August 2003 begann die Historická Letka Republiki Ceskoslovenské (Historische ČSR-Flugstaffel) unter Verwendung historischer Originaldokumente mit der Realisierung eines flugfähigen Nachbaus. Parallel zu den Arbeiten erfolgte die Restauration eines originalen NZ-60-Motors als Antrieb. Um weitestgehende historische Genauigkeit zu erreichen, wurden die auch schon beim Original verwendeten Holzarten wie finnische Birke für die Sperrholzbeplankung verbaut. Die Arbeiten wurden im Mai 2007 abgeschlossen und am 1. Juni startete Jiří Unzeitig vom Flugplatz Mladá Boleslav erfolgreich den Erstflug. Die BH-5 wird seitdem regelmäßig bei Veranstaltungen vorgeflogen.

## Technische Daten
| Kenngröße             | Daten (Original)                            | Daten (Nachbau)                           |
| --------------------- | ------------------------------------------- | ----------------------------------------- |
| Konzeption            | Sportflugzeug                               | Sportflugzeug                             |
| Konstrukteure         | Pavel Beneš / Miroslav Hajn                 | Pavel Beneš / Miroslav Hajn               |
| Hersteller            | Avia Akciová Společnost Pro Průmysl Letecký | Historická Letka Republiki Ceskoslovenské |
| Baujahr               | 1923                                        | 2003–2007                                 |
| Besatzung             | 1–2                                         | 1–2                                       |
| Länge                 | 6,56 m                                      | 6,5 m                                     |
| Spannweite            | 9,70 m                                      | 9,7 m                                     |
| Flügelfläche          | 13,52 m²                                    |                                           |
| Flügelstreckung       | 7,0                                         |                                           |
| Leermasse             | 337 kg                                      | 350 kg                                    |
| Startmasse            | 575 kg                                      | 580 kg                                    |
| Antrieb               | ein 5-Zylinder-Sternmotor Anzani 6A3        | ein 5-Zylinder-Sternmotor NZ-60           |
| Leistung              | 70 PS (51 kW)                               | 65 PS (48 kW)                             |
| Höchstgeschwindigkeit | 150 km/h                                    | 210 km/h                                  |
| Reisegeschwindigkeit  | 136 km/h                                    | 140 km/h                                  |
| Steigzeit             | 12 min auf 2000 m Höhe                      |                                           |
| Gipfelhöhe            | 4700 m                                      |                                           |
| Reichweite            | 480 km                                      | 480 km                                    |